# 올드 패션드 (칵테일)

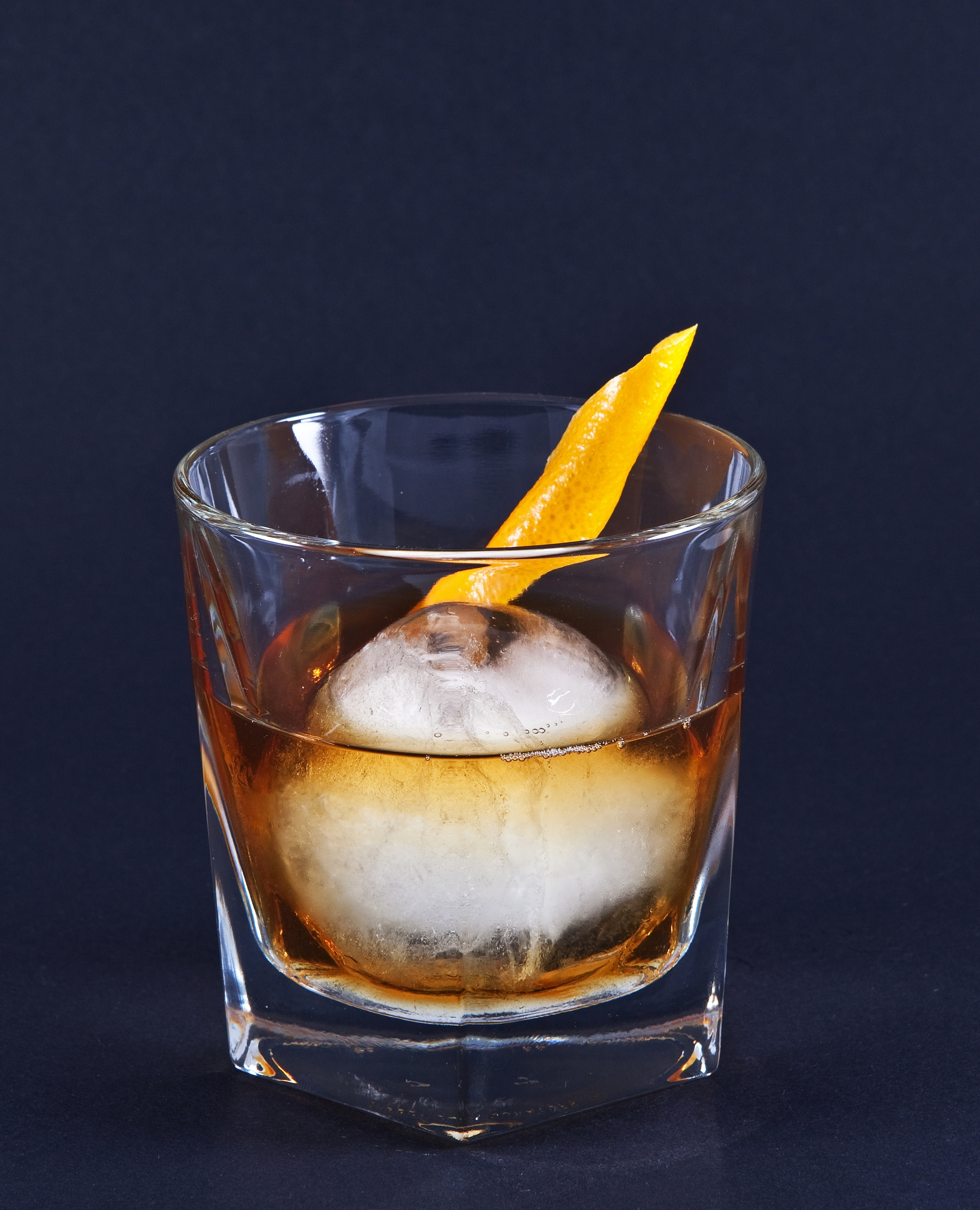

올드 패션드(Old Fashioned)는 설탕과 비터스(bitters) 및 물을 섞어 만든 칵테일로, 위스키(일반적으로 호밀 또는 버번)를 추가하고 오렌지 슬라이스 또는 제스트 (음식)와 칵테일 체리로 장식한다. 전통적으로 올드 패션드 유리에 얼음과 함께 제공된다.
19세기에 개발되어 1880년대에 이름이 붙여진 IBA 공식 칵테일이다. 또한 데이비드 A. 엠버리(David A. Embury)의 "The Fine Art of Mixing Drinks"에 나열된 6가지 기본 음료 중 하나이기도 하다.

## 문화적 영향
올드 패션드는 1960년대를 배경으로 한 매드맨 TV 시리즈의 주인공인 돈 드래퍼(Don Draper)가 선택한 칵테일이다. 이 시리즈에 이 음료가 사용되면서 2000년대에 이 칵테일과 다른 클래식 칵테일에 대한 새로운 관심이 생겼다.
이는 또한 1963년 영화 매드 매드 대소동에서 술에 취한 조종사 짐 바쿠가 칵테일을 만들기로 결정하고 승객인 버디 해킷이 비행기를 조종하도록 남겨둔 장면에서 자주 인용되는 대사의 기초이기도 하다. 해킷이 "무슨 일이 생기면 어떻게 되나요? "라고 묻자 바쿠는 "올드 패션드(구식)라면 어떻게 될까요? "라고 대답한다. 이 장면은 아처 (애니메이션) 시즌 3 에피소드 1("Heart of Archness")에서 스털링 아처가 립 라일리의 수상 비행기에서 올드 패션드를 만들려고 시도했지만 기본 재료가 부족한 장면을 풍자한다.
이 칵테일은 파나마 해티(Panama Hattie)의 콜 포터 노래 "Make It Another Old-Fashioned, Please"의 주제이다. 노래에서는 체리, 오렌지, 비터스를 제외하여 단순한 위스키 라운드로 만들도록 요구하고 있다.

## 같이 보기
- 사제락